# Filipendula
Filipendula (vernacular, filipêndula) como também conhecida por ulmeira, erva-ulmeira, ulmária, olmeira, rainha-dos-prados, erva-das-abelhas, grinalda-de-noiva, aspirina vegetal e barba-de-bode. Planta do gênero botânico pertencente à família Rosaceae. A Filipendula é uma planta perene, ou seja uma planta de vida longa, que lhe permite viver por mais de 2 anos, atravessando por mais de 2 ciclos sazonais. Cresce em áreas úmidas e campinas. As suas folhas são verdes, e suas flores são brancas, que ficam agrupadas em ramos. possui um aroma muito agradável, muito usada para dar sabor a vinhos, cervejas e vinagres.
Além da beleza e aroma muito agradável esta planta é medicinal, por possuir as propriedades de adstringente, antiácida, antiemética, antirreumática, antisséptica, calmante, cicatrizante, diurética, febrífuga, queratolítica, sedativa, sudorífera, tônica. É muito utilizada para náuseas, úlceras, diarreia, dores, gastrites, pulmão, reumatismo etc.  Porém deve-se ter cuidado pode causar reações alérgicas em pessoas sensíveis a salicicatos.
É importante salientar que existem muitas lendas sobre a filipêndula, que dizem que ela era usada para invocar deuses pagãos do mal, ou para atraí-los para sacrifícios humanos. 
Mas alguns afirmam que a filipêndula era utilizada antigamente na Europa pelos pagãos apenas em rituais de melhoras, ou seja, usam-na para curar alguém que esteja com problemas reumáticos ou dores em geral.
A filipêndula também era utilizada para rituais pagãos na antiguidade.